# Heimsuchung (2023)
Heimsuchung (englischer Titel: Smother) ist ein österreichischer Spielfilm aus dem Jahr 2023 von Achmed Abdel-Salam mit Cornelia Ivancan und Lola Herbst. Premiere war am 23. März 2023 auf der Diagonale in Graz. Der österreichische Kinostart des psychologischen Horrorfilmes war am 14. April 2023.

## Handlung
Michaela, genannt „Michi“, ist eine trockene Alkoholikerin, die ihrem Elternhaus vor langer Zeit den Rücken gekehrt hat. Mittlerweile hat sie eine eigene Familie gegründet. Nach dem Tod ihres Vaters muss sie allerdings an den Ort ihrer Kindheit zurückkehren, um sich um den Nachlass zu kümmern.
Begleitet wird sie dabei von ihrer achtjährigen Tochter Hanna. Im Haus der Eltern findet Michi eine Kinderzeichnung, die verdrängte Erinnerungen hervorruft. Michi muss sich mit einem blinden Fleck in ihrer Vergangenheit auseinandersetzen.

## Produktion und Hintergrund
Die Dreharbeiten fanden an 33 Drehtagen vom 13. Juli bis zum 26. August 2021 in Wien und Niederösterreich statt.
Produziert wurde der Film von der Glitter and Doom GmbH & Co KG (Produzenten Lena Weiss und Eugen Klim) und der PRISMA Film- und Fernsehproduktion GmbH (Produzenten Viktoria Salcher und Mathias Forberg), den Verleih übernahm  die Luna Filmverleih GmbH. Unterstützt wurde die Produktion vom Österreichischen Filminstitut, von FISA Filmstandort Austria, vom Filmfonds Wien und vom Land Niederösterreich, beteiligt war der Österreichische Rundfunk.
Die Kamera führte Alexander Dirninger, die Musik schrieb Daniel Helmer, die Montage verantwortete Matthias Writze und das Casting Angelika Kropej. Das Kostümbild gestaltete Veronika Harb, das Szenenbild Winnie Küchl, den Ton Theda Schifferdecker und Lenja Gathmann und das Maskenbild Valerie Rossacher.
Abdel-Salam wurde von der Alkoholkrankheit seiner eigenen Mutter inspiriert.

## Rezeption
Markus Toth schrieb auf uncut.at, dass der Film durch das enthaltene Drama über eine suchtkranke Mutter heraussteche, das den Horroraspekt unterstütze. Cornelia Ivancan glänze in einer überragenden Hauptrolle. Die ersten zwei Drittel seien weniger zum Gruseln, meist solle die unheimliche Atmosphäre ausschließlich durch die toll umgesetzte Musik und Sound erzeugt werden. Im letzten Akt werde es noch extrem unheimlich, die letzte Einstellung wirke definitiv nach.
Alexandra Seibel bezeichnete den Film in der österreichischen Tageszeitung Kurier als starken heimischen Psycho-Horror und feinfühliges Spielfilmdebüt von Achmed Abdel-Salam, das mit Cornelia Ivancan als gemarterter Mutter durchgehend bestens besetzt sei.
Susanne Gottlieb befand auf DerStandard.at, dass Abdel-Salam das Trauma-Thema geschickt in ein Horrorsetting packe. Die emotionale Steigerung ins Paranoide lege er nicht als visuellen Schocker an, stattdessen richte er den Blick auf Michis panisch aufgerissenen Augen.
Jan Hestmann meinte auf fm4.ORF.at, dass es Abdel-Salam schaffe, eine dichte, albtraumhafte Atmosphäre aufzubauen. Die Ereignisse verdichten sich in konstantem Unbehagen, was zum Teil auch an den durchwegs sehr gut besetzten Nebenrollen liege. Der Film schaffe es, die Spannung bis zur finalen Auflösung zu halten. riecks-filmkritiken.de schrieb, dass der Film im Schlussakt doch noch in bekannte Genrekonventionen verfalle.
Oliver Armknecht vergab auf film-rezensionen.de sechs von zehn Punkten. Die Mischung aus Familiendrama, Mystery und Horror sei zwar nicht originell, dafür aber atmosphärisch und gut gespielt.